# Siedlung Ziegelklinge

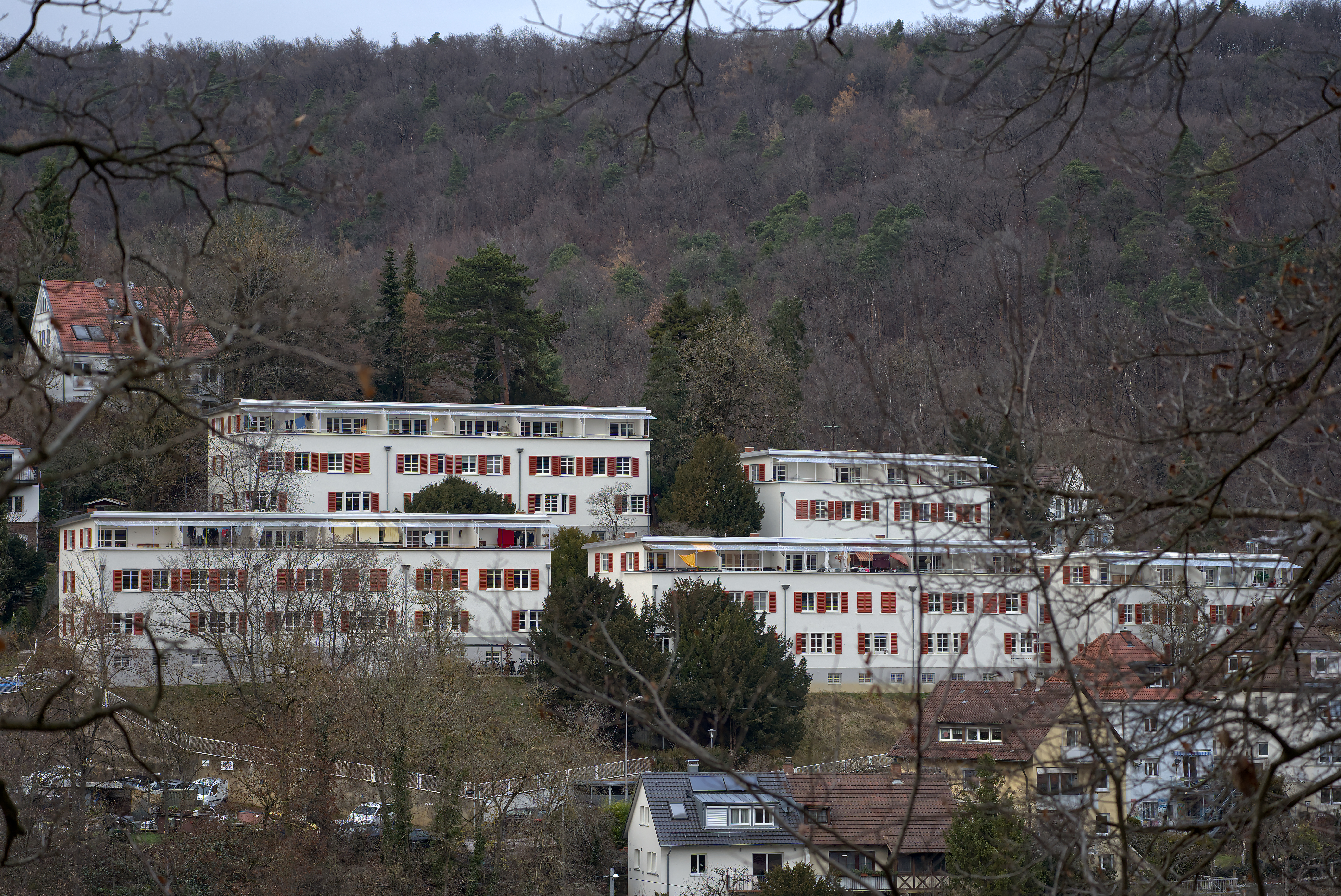
Siedlung Ziegelklinge im Dezember 2021

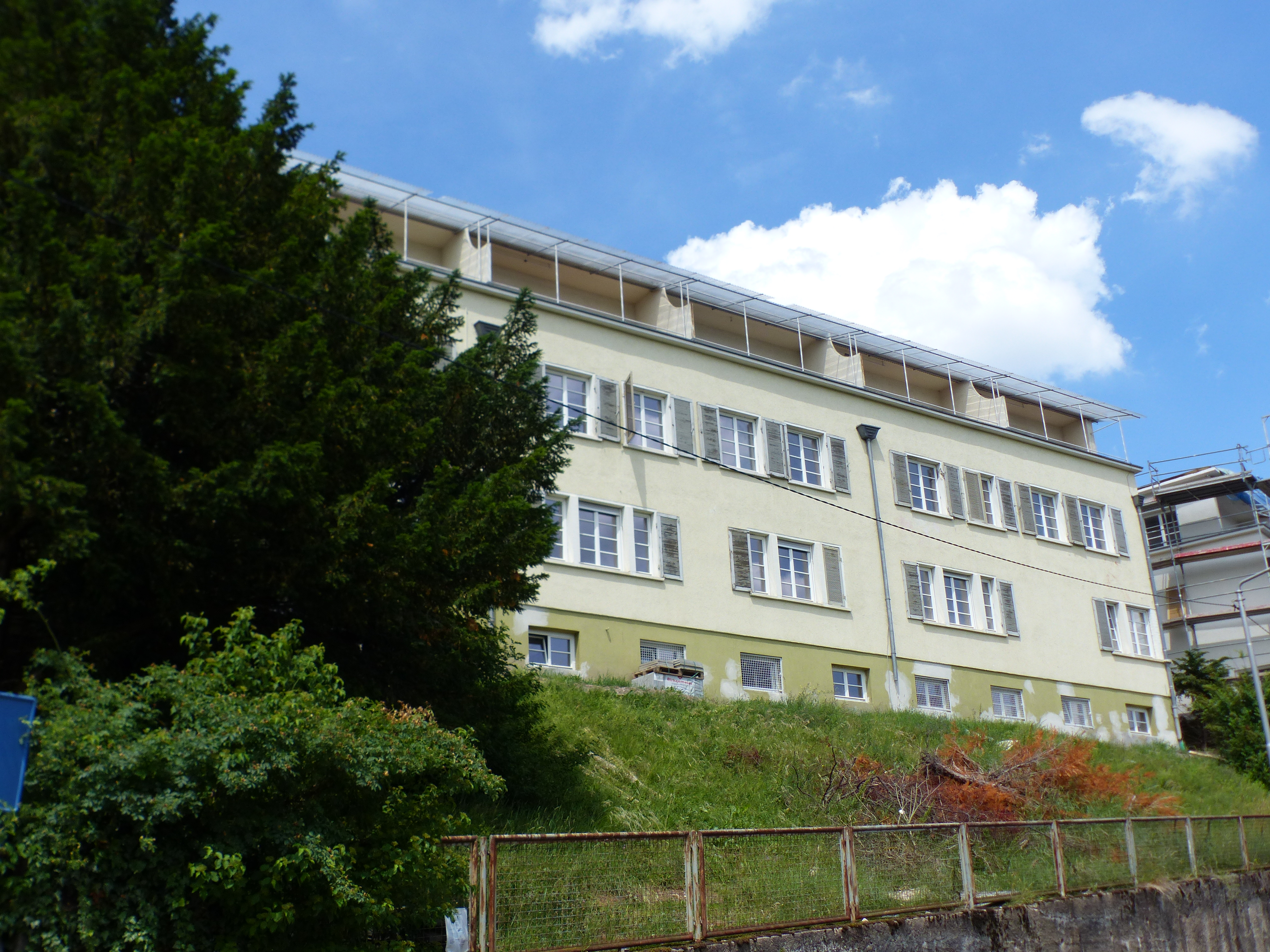
Der noch nicht renovierte Block Sperlingstraße 36–46 im Juni 2018

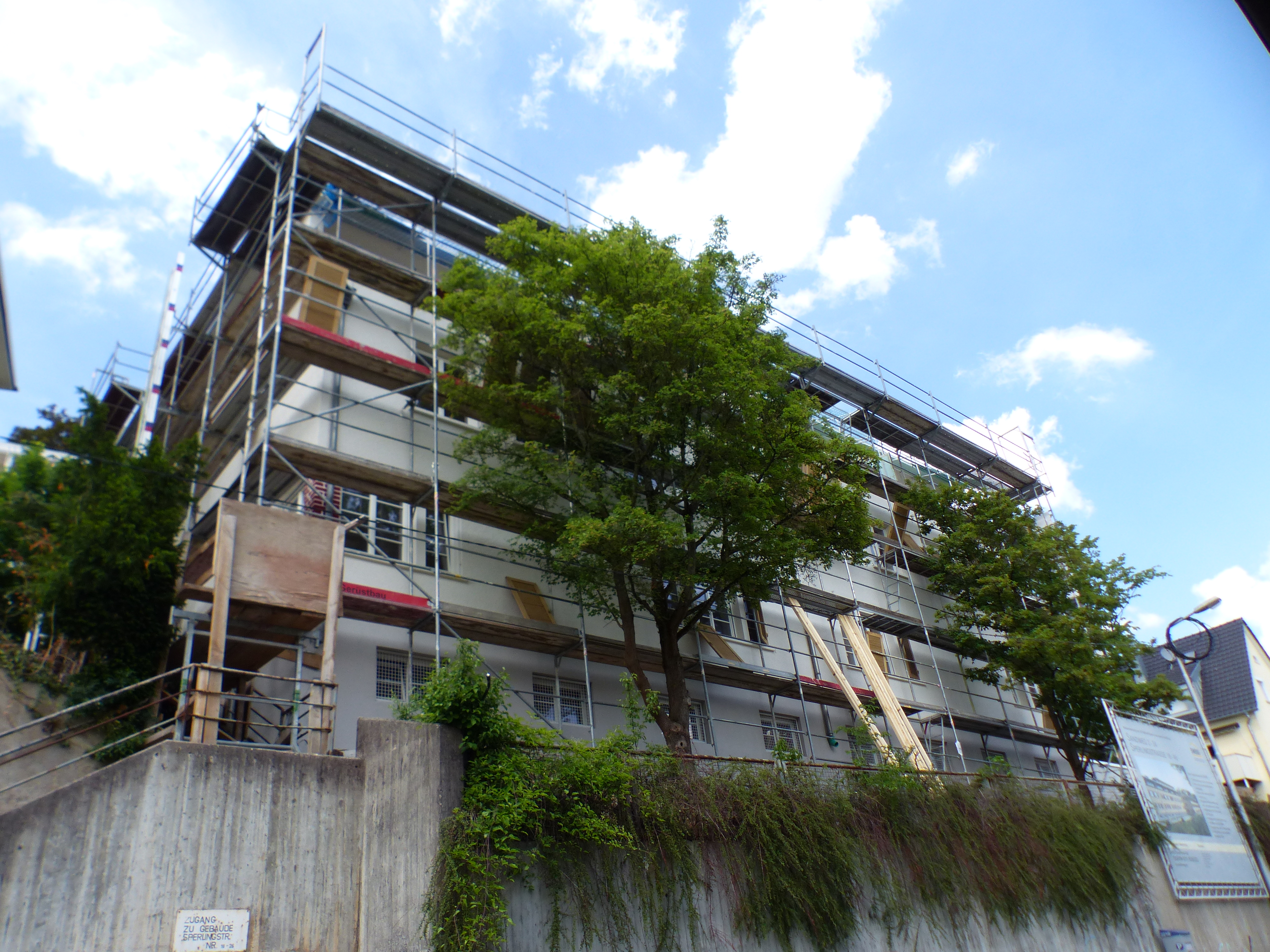
Block Sperlingstraße 20–26 während der Renovierung im Juni 2018

Die Siedlung Ziegelklinge im Stuttgarter Stadtbezirk Süd ist eine Wohnsiedlung im Bauhausstil beziehungsweise im Stil der Neuen Sachlichkeit respektive des Neuen Bauens. Sie liegt am Rand des Stadtteils Südheim und ist nach der Weißenhofsiedlung, der Wallmersiedlung und der Inselsiedlung die vierte Bauhaussiedlung in Stuttgart und steht heute gleichfalls als Kulturdenkmal in Sachgesamtheit unter Denkmalschutz.

## Geschichte
Die Siedlung Ziegelklinge, benannt nach dem benachbarten Bachlauf Ziegelklinge, wurde in den Jahren 1927 und 1928 vom Hochbauamt der Stadt Stuttgart nach den Plänen des ortsansässigen Architekten Albert Schieber (1875–1946) errichtet und 1929 endgültig fertiggestellt. Ursprünglich handelte es sich um eine Lungenheilstätte für Tuberkulosekranke, im Volksmund spöttisch Hustenberg oder Hustenburg genannt, weil die am Rande des Rotwildparks und in der Frischluftschneise des Nesenbachtals gelegene Gegend in den 1920er Jahren für ihre gute Luft geschätzt wurde.
Weil das Konzept nicht aufging, wurden die Gebäude später zu einem Ledigenwohnheim umgewandelt, mittlerweile stehen sie allen Bevölkerungsschichten offen. Heute gehört die Siedlung der Wohnungsbaugenossenschaft Stuttgarter Wohnungs- und Städtebaugesellschaft mbH, kurz SWSG, welche sie in den Jahren 2016 bis 2018 gemäß den Anforderungen der Denkmalbehörde der Stadt Stuttgart – dem historischen Originalzustand entsprechend – umfangreich sanierte.

## Beschreibung
Im Einzelnen besteht die Siedlung Ziegelklinge aus fünf dreigeschossigen Flachdach-Gebäuderiegeln in Zeilenbauweise, die aus jeweils vier bis sechs Einzelgebäuden bestehen und durch weitläufige Gemeinschaftsgrünflächen voneinander abgetrennt sind. Zuzüglich existiert ein Spielplatz. Die parallele Ausrichtung der Häuserzeilen gewährleistet im Zusammenspiel mit der ausgeprägten Südhanglage an der sogenannten Heslacher Wand allen Wohnungen einen optimalen Zugang zu Licht, Luft und Sonne und galt seinerzeit als besonders modern. Im obersten Stockwerk der jeweils 100 Quadratmeter großen Wohnungen befand sich je eine als Krankenzimmer ausgelegte Loggia, auf der die Patienten Luft und Sonne tanken sollten. Die anderen beiden Geschosse dienten ursprünglich den Angehörigen, das heißt die Kranken sollten in der Nähe ihrer Familien untergebracht werden.
Die zusammen 26 Reihenhäuser, zuzüglich einem freistehenden und etwas niedrigeren Nebengebäude, verteilen sich dabei wie folgt auf zwei Straßen:
- Sperlingstraße 18 (Nebengebäude)
- Sperlingstraße 20, 22, 24 und 26
- Sperlingstraße 28, 30, 32 und 34
- Sperlingstraße 36, 38, 40, 42, 44 und 46
- Sandweg 2, 4, 6, 8, 10 und 12
- Sandweg 14, 16, 18, 20, 22 und 24

Die Siedlung Ziegelklinge entspricht jedoch noch nicht in allen Details den Grundsätzen des Neuen Bauens. So sind zwar die Aufteilungen und Proportionen, die Balkone im Obergeschoss oder auch die Gestaltung von Details wie Geländern vollständig in diesem Stil gehalten, Im Gegenzug wurden aber noch Sprossenfenster mit Fensterläden verbaut.